# Поліція Лондонського Сіті
Поліція Лондонського Сіті — міський поліцейський орган, обов'язком якого є охорона закону у Лондонському Сіті, і який є найменшим поліцейським органом в Англії. В Лондоні, поза межами Лондонського Сіті правоохоронну діяльність здійснює Міська поліція Лондона. Лондонське Сіті є діловим та фінансовий районом, і хоч його населення становить лише 7400 осіб, щодня до нього приїздить приблизно 300 000 осіб на роботу та ще стільки ж проїжджає повз нього на транспорті.
В Поліції Лондонського Сіті працюють 728 офіцерів, 70 допоміжних офіцерів, 39 офіцерів підтримки спільноти та 475 цивільних співробітників. Працює 3 відділки: Вуд Стріт (також штаб-квартира), Бішопсгейт, Сноу Хілл. Відділок Вуд Стріт працює цілодобово, а інші два тільки з 7:30 до 19:30 з понеділка до п'ятниці.

## Історія
Правоохоронна діяльність в Лондонському Сіті проводилась ще за часів Римської Імперії. Відділок Вуд Стріт збудований на тому місці, де раніше була римська фортеця, яка, скоріш за все, була першим поліцейським відділком в Лондонському Сіті.
До 1839 року правоохоронну діяльність здійснювали почергово денні та нічні сторожі. Правоохоронну діяльність вдень здійснював Патруль Лондонського Сіті, який потім перетворили в Денну поліцію Лондонського Сіті, створену за зразком Міської поліції Лондона. В 1838 році Денна та Нічна сторожеві служби були об'єднані в одну організацію. Прийняття Акту про Поліцію Лондонського Сіті 1839 зробило цю організацію повністю самостійною та відкинуло всі спроби об'єднати Поліцію Лондонського Сіті з Міською поліцією Лондона. В 1842 році поліція переїхала з Corporation's Guildhall на 26 Old Jewry, звідки в 2002 році переїхала на Wood Street.

## Структура
Через те, що Лондонське Сіті є великим світовим фінансовим центром, його поліція має величезний досвід боротьби з економічними злочинами та шахрайством. Поліція Лондонського Сіті поділена на 5 дирекцій:
- Дирекція економічних злочинів
  - Відділ боротьби з махінаціями з чеками та картками
  - Відділ боротьби з корупцією
  - Відділ боротьби з махінаціями зі страховкою
  - Національне бюро розслідування шахрайства
  - Відділ захисту інтелектуальної власності
- Дирекція розслідування злочинів
- Дирекція охорони громадського порядку
- Дирекція інформації та стеження
- Дирекція корпоративних послуг

## Спеціальна констебльська служба
Спеціальна констебльська служба Лондонського Сіті складається з 70 допоміжних поліцейських, яких очолює спеціальний комендант Ян Міллер. Більшість з них прикріплені до Дирекції охорони громадського порядку (ними керує спеціальний суперінтендант, якому допомагають три спеціальні інспектори) та виконують патрулювання ввечері та вночі, як пішки, так і на автомобілях чи велосипедах. Допоміжні поліцейські можуть також виконувати спеціалізовану роботу в інших дирекціях, зокрема в Дирекції економічних злочинів, або дивитися на відео з камер спостереження в спеціальній кімнаті Дирекції інформації та стеження. Багато допоміжних поліцейських мають спеціальну підготовку (на відміну від багатьох інших спеціальних констебльських служб). Від них очікується виконувати обов'язки по 200 годин на рік. Допоміжні поліцейські не отримують платні за свою роботу, хоча отримують право безкоштовного проїзду в громадському транспорті Лондона.
Допоміжні поліцейські носять таку саму форму, як і звичайні, і мають чотирьохцифровий персональний номер. У спеціальних констеблів номер починається на 11 або 12, в спеціальних сержантів на 10.

## Форма
На відміну від всіх інших поліцейських органів в Великій Британії, Поліція Лондонського Сіті використовує червоно-білий тартан Сілліто, а не синьо-білий. Також на їх шоломах зображений герб Лондонського Сіті, а не брансвіцька зірка з короною, як у інших поліцейських органів в Великій Британії. Ще однією відмінністю є використання латунних значків та ґудзиків замість зроблених з білого металу. Жінки-поліцейські носять краватку з червоно-білим тартаном Сілліто. Комісар та його помічник мають парадну форму з золотими аксельбантом та двууголкою прикрашеною лебединим пір'ям. Також поліцейські Лондонського Сіті мають залізні значки, що є їхніми посвідченнями.

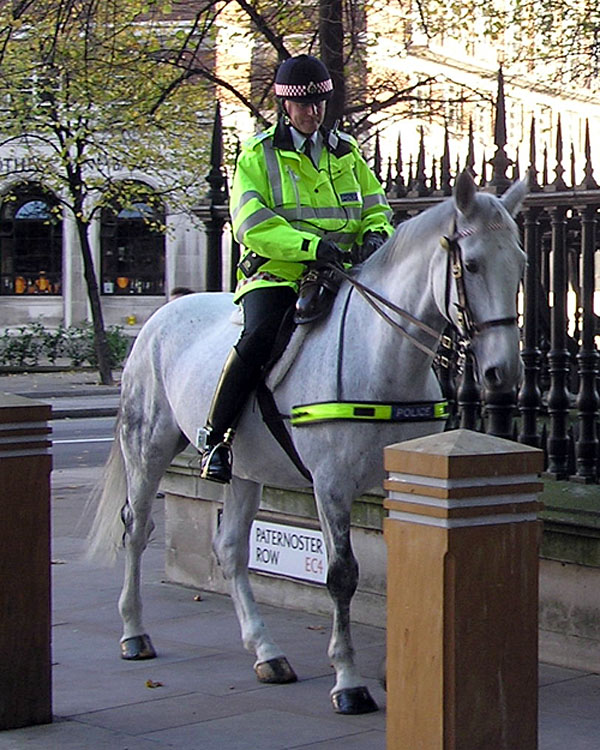
Поліцейський Лондонського Сіті
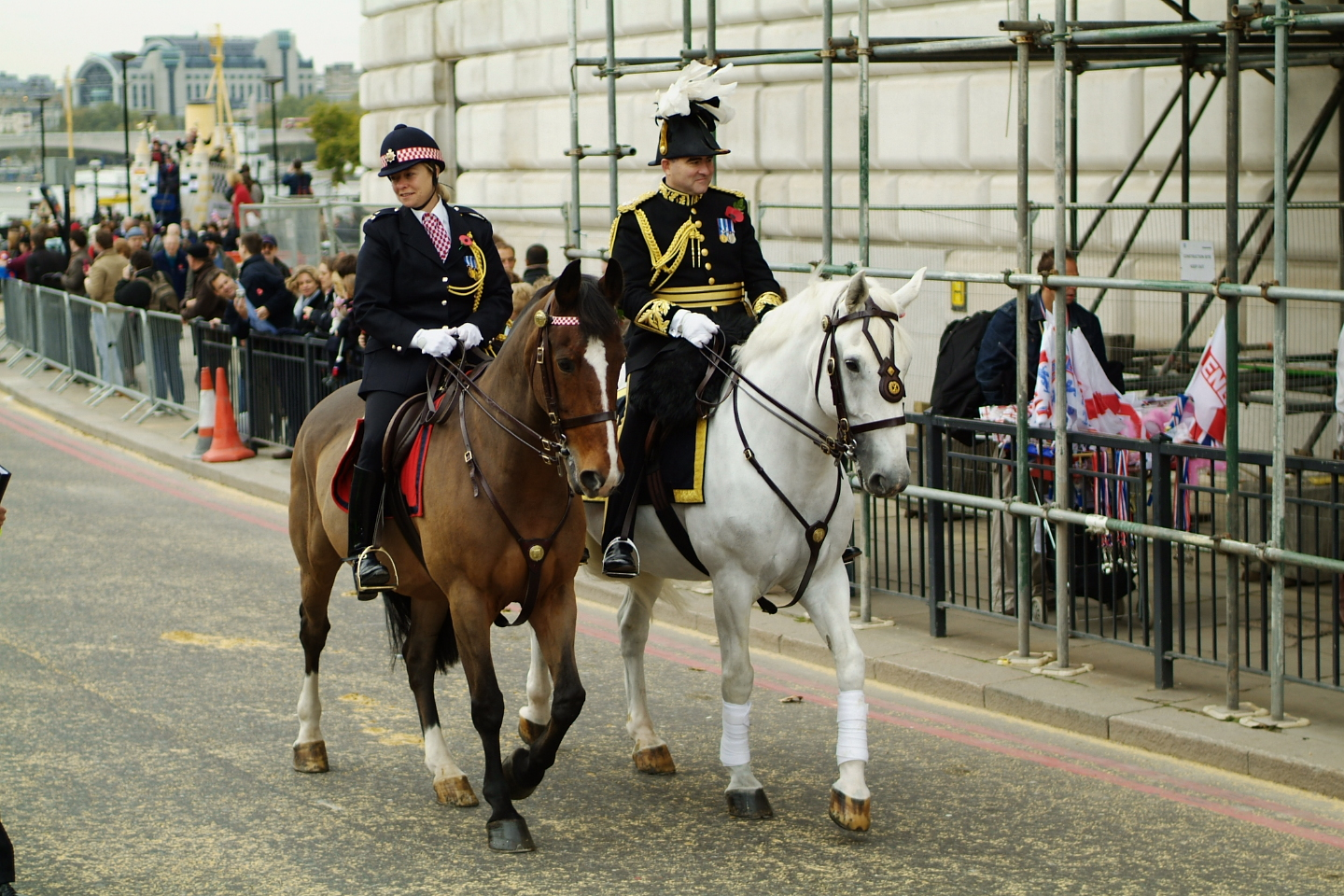
Комісар у парадній формі (праворуч) та жінка-поліцейський (ліворуч)

## Звання

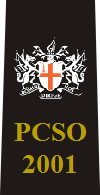
Погон офіцера підтримки спільноти.

До старшого суперінтенданта всі звання збігаються зі стандартними для британської поліції. На погонах констеблів і сержантів пишеться їхній персональний номер (1-150 у сержантів і 151—999 у констеблів). На погонах від інспектора до старшого суперінтенданта пишеться їх номер значка.
| Констебль | Сержант | Інспектор | Головний інспектор | Суперінтендант | Головний суперінтендант | Командер | Помічник комісара | Комісар |
| --------- | ------- | --------- | ------------------ | -------------- | ----------------------- | -------- | ----------------- | ------- |
|           |         |           |                    |                |                         |          |                   |         |

Спеціальна констебльська служба Лондонського Сіті має свої звання. Звання, окрім спеціального коменданта, є першими шістьма званнями звичайної поліції з додаванням префіксу «спеціальний». До 2006 назви звань були зовсім іншими, а до 2013 зовсім іншими були погони. Звання спеціальний старший інспектор офіційно існує, але наразі немає жодного допоміжного поліцейського з цим званням.
| Спеціальний констебль | Спеціальний сержант | Спеціальний інспектор | Спеціальний старший інспектор | Спеціальний суперінтендант | Спеціальний командер |
| --------------------- | ------------------- | --------------------- | ----------------------------- | -------------------------- | -------------------- |
|                       |                     |                       |                               |                            |                      |

## Комісари
1. Деніел Віттл Харві (1839—1863)
2. полковник Сер Джеймс Фрейзер (1863—1890)
3. підполковник Сер Генрі Сміт (1890—1902)
4. капітан Сер Вільям Нотт-Боуер (1902—1925)
5. підполковник Сер Г'ю Тернбулл (1925—1950)
6. полковник Сер Артур Янг (1950—1971)
7. Джеймс Пейдж (1971—1977)
8. Пітер Маршалл (1977—1985)
9. Оуен Келлі (1985—1994)
10. Вільям Тейлор (1994—1998)
11. Пері Ноув (1998—2002)
12. Джеймс Харт (2002—2006)
13. Майкл Боурон (2006—2011)
14. Адріан Леппард (2011—2015)
15. Ян Дайсон (з 2016)

## Галерея

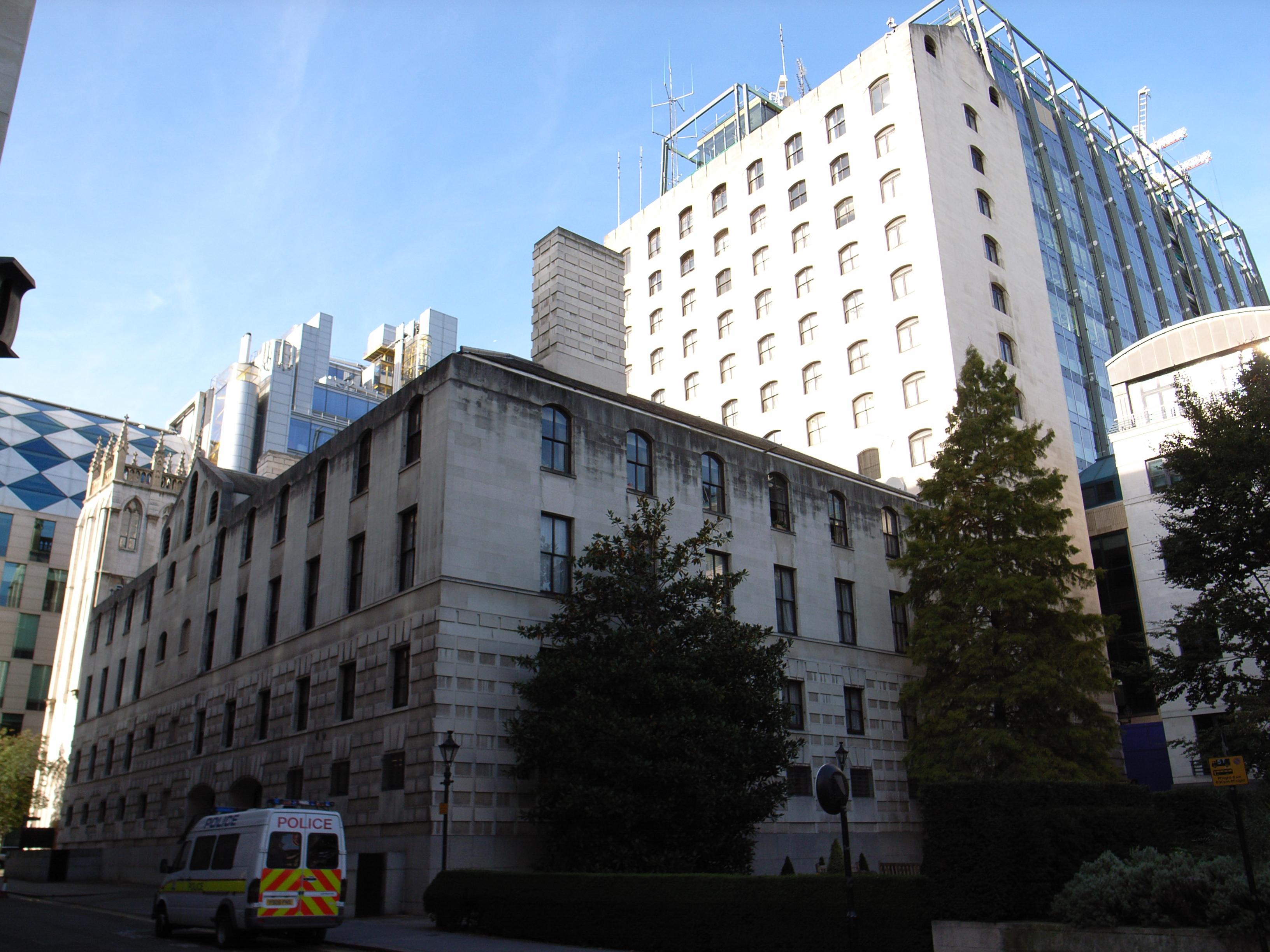
Відділок Вуд Стріт
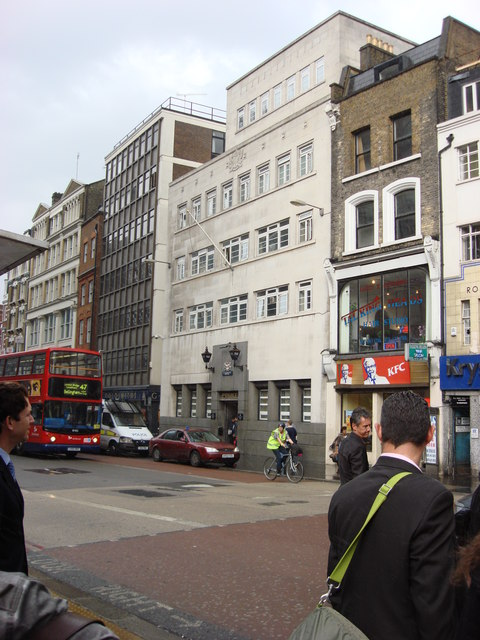
Відділок Бішопсгейт
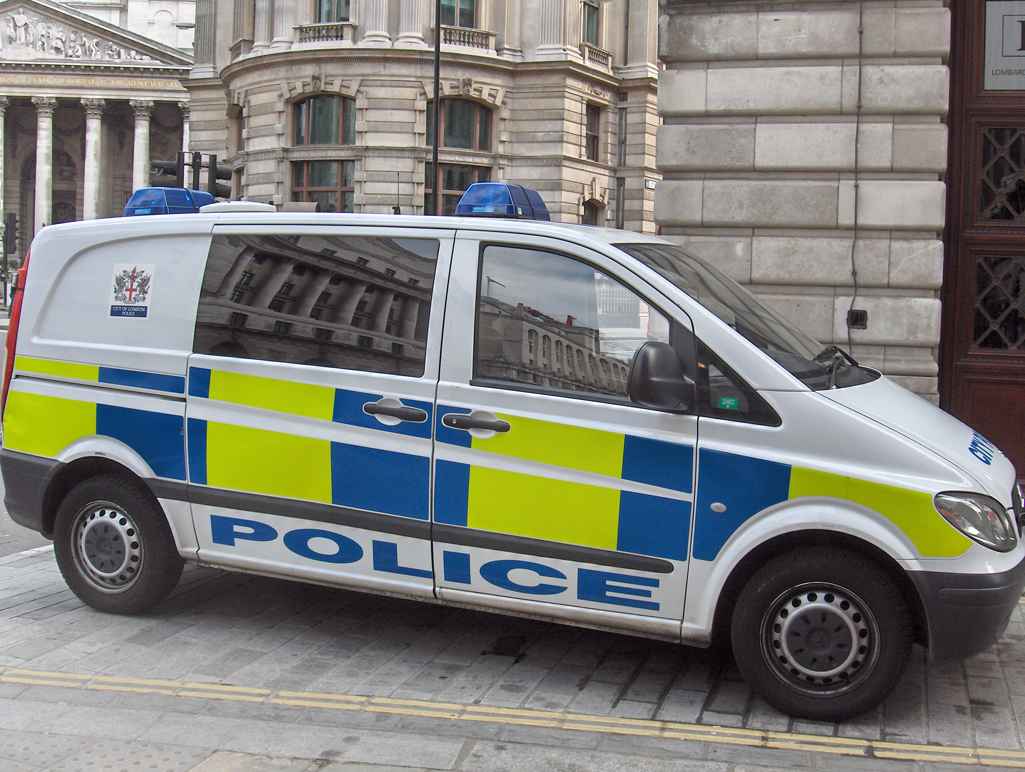
Поліцейський автомобіль
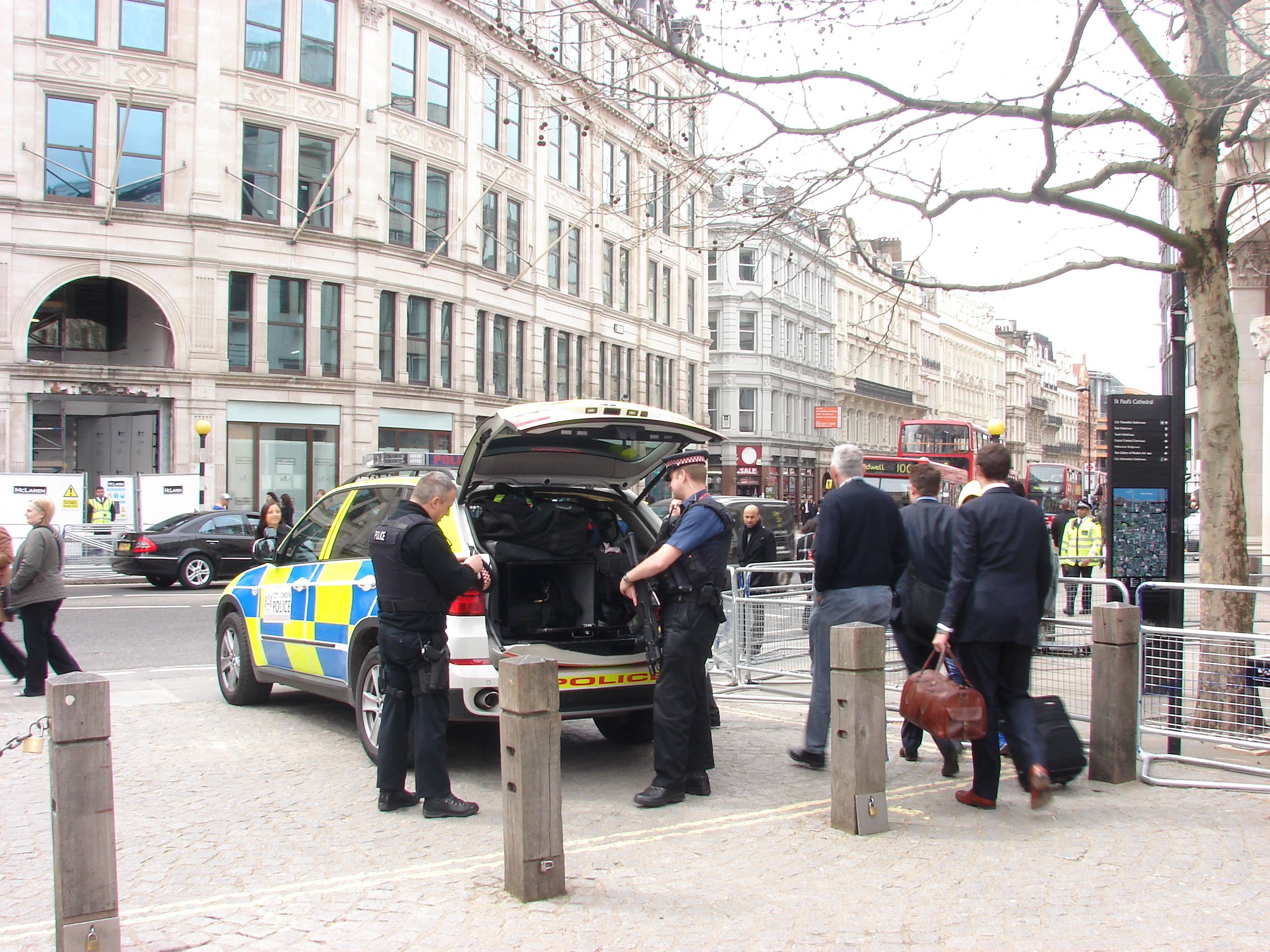
Поліцейські Лондонського Сіті